# Powszechny Zakład Ubezpieczeń

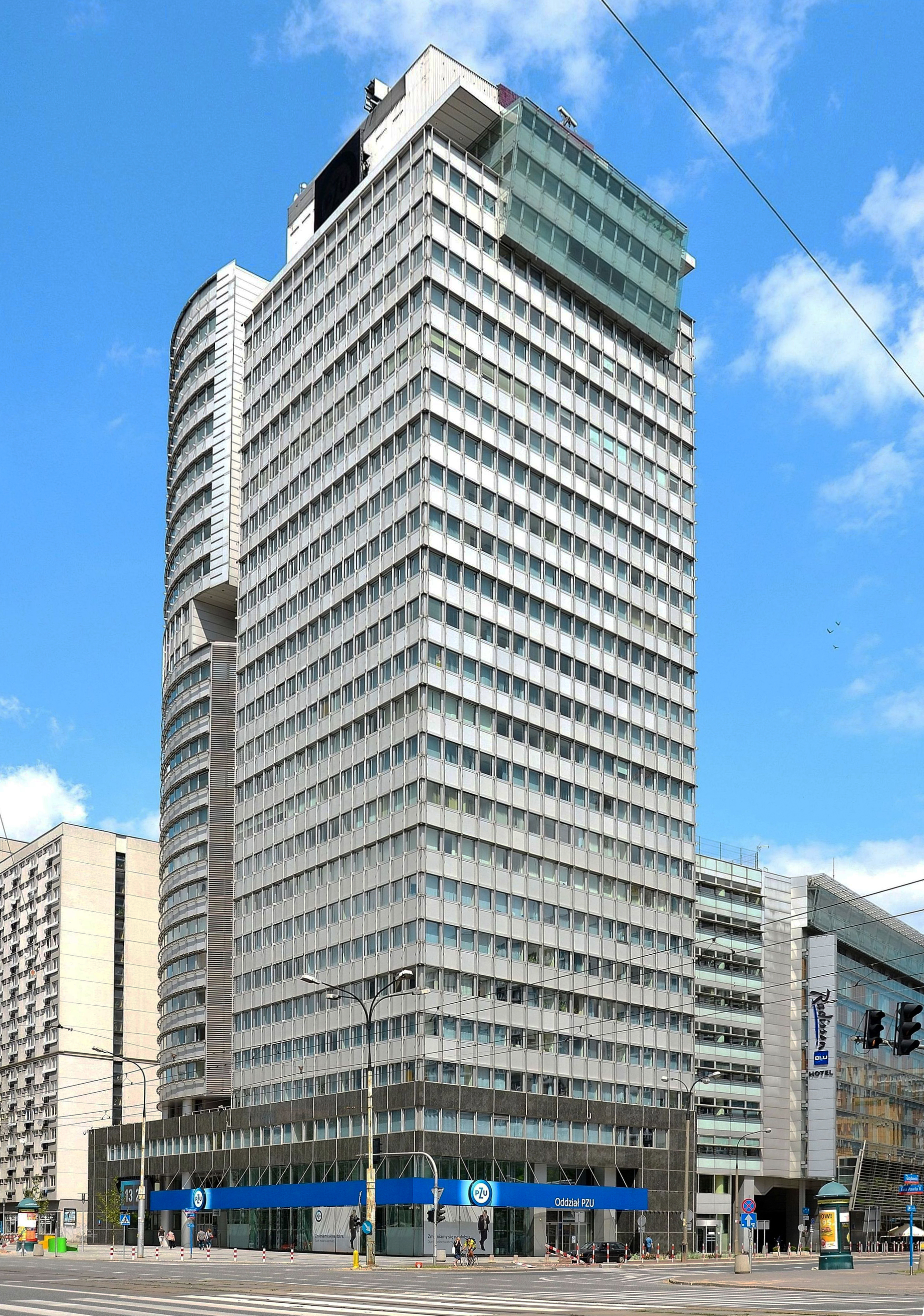
Torre PZU, sede del grupo PZU en Varsovia.

Powszechny Zakład Ubezpieczeń Spółka Akcyjna (PZU) es el principal grupo asegurador polaco y una de las mayores instituciones financieras de Polonia. Es uno los mayores grupos aseguradores en Europa Central y del Este. El grupo se caracteriza por tener una fuerte posición competitiva y elevada eficiencia. 
PZU ofrece una gran variedad de productos de seguros en el mercado polaco (cerca de 200 productos diferentes) y aumenta constantemente el alcance de los servicios. La actividad del grupo PZU abarca todo el servicio financiero y asegurador global. Las entidades del grupo proporcionan servicios en las áreas de seguros de no vida, seguros de accidentes y de vida, fondos de inversiones y fondos de pensiones abiertos. 
En la primera mitad de 2008 el Grupo PZU recibió 11.882,5 millones de zloty polacos en seguros. Esto es un aumento del 50,6% respecto el mismo periodo de 2007.
PZU cotizó por primera vez en la bolsa de Varsovia en mayo de 2010.